# Chino XL
Chino XL, pseudonimo di Derek Keith Barbos (New York, 8 aprile 1974 – New York, 28 luglio 2024), è stato un rapper statunitense, particolarmente conosciuto e rispettato nella scena hip hop per le sue notevoli capacità d'improvvisazione nel freestyle e per la complessità dei suoi versi, caratterizzati dal sapiente utilizzo di similitudini, giochi di parole e metafore, oltreché per il suo forte egotismo e per aver avuto una breve disputa (beef) con Tupac Shakur.

## Biografia
Di origini portoghesi, portoricane e afro-americane, Chino XL nacque l'8 aprile 1974 a New York ma crebbe ad East Orange, nel New Jersey. Suo zio Bernie Worrell, fu membro del gruppo Parliament-Funkadelic. Il suo primo amore fu per il rock, con un'esibizione in un talent show alla Clifford Scott High School nel 1987. Successivamente egli incontrò il rapper e produttore musicale Kern Chandler, con cui iniziò ad interessarsi al rap e con cui fondò il gruppo Art Of Origin.
La demo del duo nel 1990 venne notato dalla Profile Records di New York. Charnas, direttore dell'etichetta, passò successivamente alla Def American di Rick Rubin, a cui Charnas fece ascoltare il disco, che venne giudicato meritevole, nonostante il genere fosse quello dell'horrorcore, una variazione dell'hardcore hip hop, enfatizzante l'aggressività e la crudezza musicale e lirica: sotto Def American il duo produsse diverso materiale che non venne mai alla luce. Deluso dalle circostanze, Chino si allontanò dalla label e venne dimenticato per diverso tempo.
Nel 1995 i suoi brani No Complex e Riiot! guadagnarono lo spazio “Fat Tape” dedicata dalla rivista The Source ai successi underground: vi restarono per tre mesi. Nel 1996 il suo ritorno fu segnato dalla produzione underground Here To Save You All, album d'esordio come solista, in cui prese di mira una vasta gamma di personaggi pubblici e di rilievo. Le sue doti di rimatore pungente e critico gli fecero meritare un gran numero di collaborazioni a mixtapes editi nel periodo, raggiungendo il culmine quando partecipando allo show radiofonico di DJ Sway e Tech: The Wakeup Show, con cui si guadagnò la stima di giganti del genere come KRS-One e Kool G Rap.
Dichiaratosi molto influenzato da LL Cool J, Chino lavorò con artisti come Ras Kass, Kool G Rap, Canibus, Proof dei D12, Beatnuts, Killah Priest, Common, avendo in programma anche collaborazioni con Brotha Lynch Hung, RZA, Spice 1, Treach, Shyne, Foesum, Das EFX, Flesh-n-Bone. 
Fu anche un membro del Mensa.

## Omaggi
- In quanto originario di New York, Tupac Shakur lo citò nella sua canzone Hit em up.

## Discografia

### Album in studio
- 1996 – Here to Save You All
- 2001 – I Told You So
- 2006 – Poison Pen
- 2008 – Something Sacred (con Playalitical)
- 2012 – Ricanstruction: The Black Rosary

### EP
- 1996 – Here to Save You All in '96
- 1998 – Wake Up Show Exclusives!